# Saint-Aubin-d’Arquenay
Saint-Aubin-d’Arquenay település Franciaországban, Calvados megyében. Lakosainak száma 1119 fő (2022. január 1.). Saint-Aubin-d’Arquenay Bénouville, Colleville-Montgomery és Ouistreham községekkel határos.

## Népesség
A település népessége az elmúlt években az alábbi módon változott:
| Lakosok száma | 326  | 504  | 567  | 777  | 781  | 873  | 1070 | 1093 | 1122 | 1119 |
|               | 1968 | 1982 | 1990 | 2006 | 2013 | 2015 | 2017 | 2019 | 2020 | 2022 |